# 화로자리 왜소은하
화로자리 왜소 은하(영어: Fornax Dwarf Spheroidal)는 화로자리에 있는 왜소 은하이다.